# Byrsonima homeieri
Byrsonima homeieri är en tvåhjärtbladig växtart som beskrevs av W.R.Anderson. Byrsonima homeieri ingår i släktet Byrsonima och familjen Malpighiaceae. Inga underarter finns listade i Catalogue of Life.